# Choroba Blounta
Choroba Blounta (piszczel szpotawa, łac. morbus Blount) – choroba zaliczana do jałowych martwic kości lub do grupy dyschondroplazji. Polega na szpotawym ustawieniu piszczeli spowodowanym zaburzeniem wzrostu kłykcia przyśrodkowego bliższej nasady piszczeli. 
Wyróżnia się typ dziecięcy i typ młodzieńczy choroby.
Chorobę opisał jako jeden z pierwszych Walter Putnam Blount w 1937 roku. Przed nim chorobę opisał Philipp Erlacher.